# Dirk Nowitzki
Dirk Werner Nowitzki (Würzburg, 19 giugno 1978) è un ex cestista tedesco, di ruolo ala grande.
Soprannominato German Wunderkind e Wunder Dirk, ha iniziato la sua carriera nei Würzburg Baskets, prima di passare in NBA ai Dallas Mavericks, nei quali ha militato fino al 2019, anno del suo ritiro. È stato eletto MVP della regular season nel 2007 (primo europeo di sempre) e MVP delle finali nel 2011.

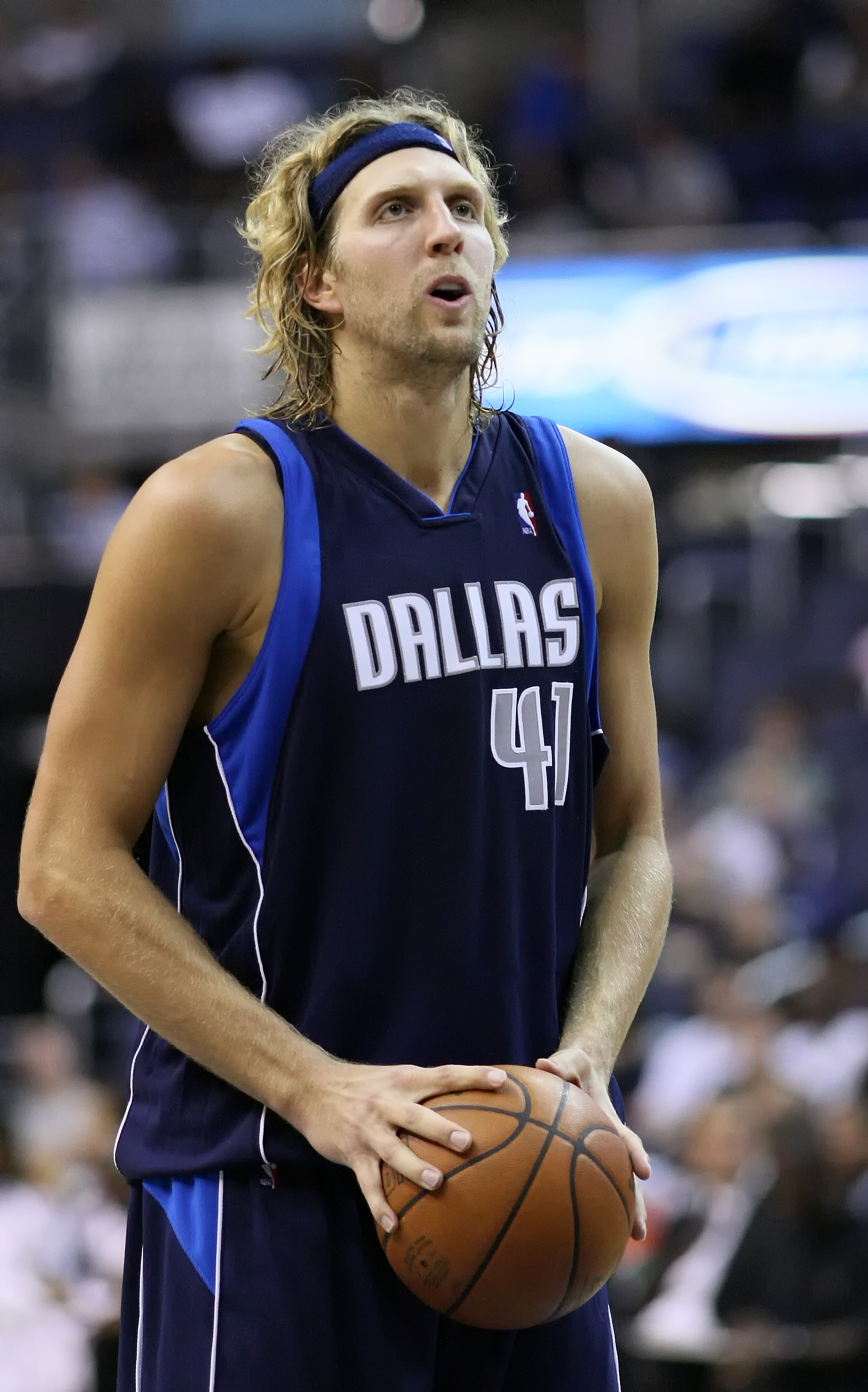
Dirk Nowitzki, bandiera dei Dallas Mavericks

È uno dei sette giocatori ad aver segnato almeno 30.000 punti in regular season (insieme a LeBron James, Kareem Abdul-Jabbar, Karl Malone, Kobe Bryant, Michael Jordan e Wilt Chamberlain), e uno dei sette a giocare almeno 50.000 minuti sempre in stagione regolare (insieme a Lebron James, Kareem Abdul-Jabbar, Karl Malone, Kevin Garnett, Jason Kidd ed Elvin Hayes).
Nel 2023 è stato inserito fra i membri del Naismith Memorial Basketball Hall of Fame.

## Caratteristiche tecniche
Era un'ala grande che poteva giocare anche come centro. Era un eccellente tiratore dalla distanza, caratteristica rara nei suoi pari ruolo; si avvaleva spesso del tiro in allontanamento.

## Carriera

### Gli esordi
Proveniente da una famiglia di sportivi, padre giocatore di pallamano, madre giocatrice di basket, dopo aver praticato diversi sport (tra cui tennis e pallamano), si dedica al basket all'età di 13 anni, entrando nella squadra locale, il DJK Würzburg (a 16), oggi Würzburg Baskets. A 16 anni è ancora un giocatore acerbo, quando viene notato casualmente dall'ex nazionale tedesco Holger Geschwindner. Quest'ultimo si propone di diventare allenatore personale di Dirk, promettendogli di portarlo a giocare con i migliori. Ne diventa anche il mentore, aiutando il giovane talento a sviluppare la propria personalità, attraverso le letture e la musica.

### Dallas Mavericks
Selezionato con la scelta numero 9 dai Milwaukee Bucks nel Draft del 1998, venne immediatamente ceduto ai Dallas Mavericks in cambio di Robert Traylor (scelta 6) e Pat Garrity (scelta 19), in uno scambio che in futuro verrà ricordato come uno dei più sbilanciati della storia. Con i Dallas Mavericks ha trovato il modo di esprimere tutto il suo potenziale anche grazie ai suoi colleghi di squadra, in particolare Steve Nash e Michael Finley. È sempre stato una delle migliori ali grandi della NBA, ma con l'allenatore Don Nelson ha giocato sporadicamente anche da centro per accentuare la pericolosità perimetrale della squadra. Ha giocato 14 volte nell'All-Star Game e nel 2006 ha vinto la gara del tiro da tre punti. Portò i Mavericks fino alla finale di conference contro i San Antonio Spurs, ma giocò solo parte della serie perché infortunato.
Nei playoff della stagione 2005-06 è riuscito, da vero leader ma certamente con l'aiuto dei compagni, ad arrivare alle finali NBA, perdendo 4-2 contro i Miami Heat. Nella stagione 2006-07 è il primo europeo (oltre che il primo non nordamericano se si considera che il nigeriano Olajuwon fu naturalizzato dagli USA) nella storia della NBA a ricevere il premio di MVP, dopo aver ottenuto il miglior record di squadra ad ovest. Nonostante ciò Nowitzki e i suoi Mavericks vengono eliminati al primo turno dei playoff dalla sorpresa Golden State Warriors, in uno dei rarissimi casi in cui la testa di serie numero 8 ha eliminato quella numero 1. Anche nel 2007-08 i Mavericks vengono eliminati al primo turno dei playoff dai New Orleans Pelicans di Chris Paul, mentre nella stagione successiva riescono a passare il primo turno (contro i San Antonio Spurs) ma vengono eliminati nelle semifinali di Western Conference dai Denver Nuggets.

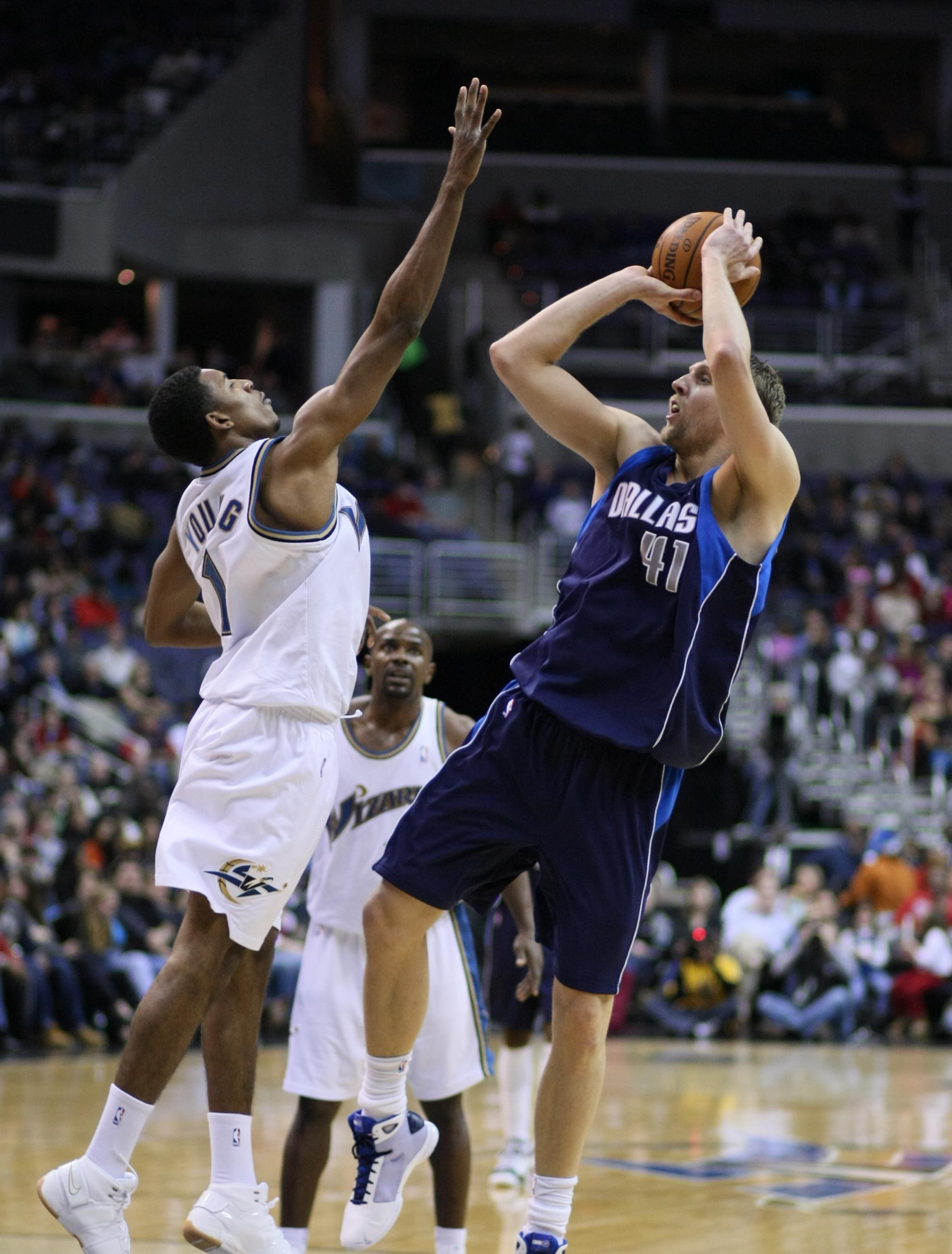
Nowitzki esegue il suo caratteristico fadeaway nel 2008

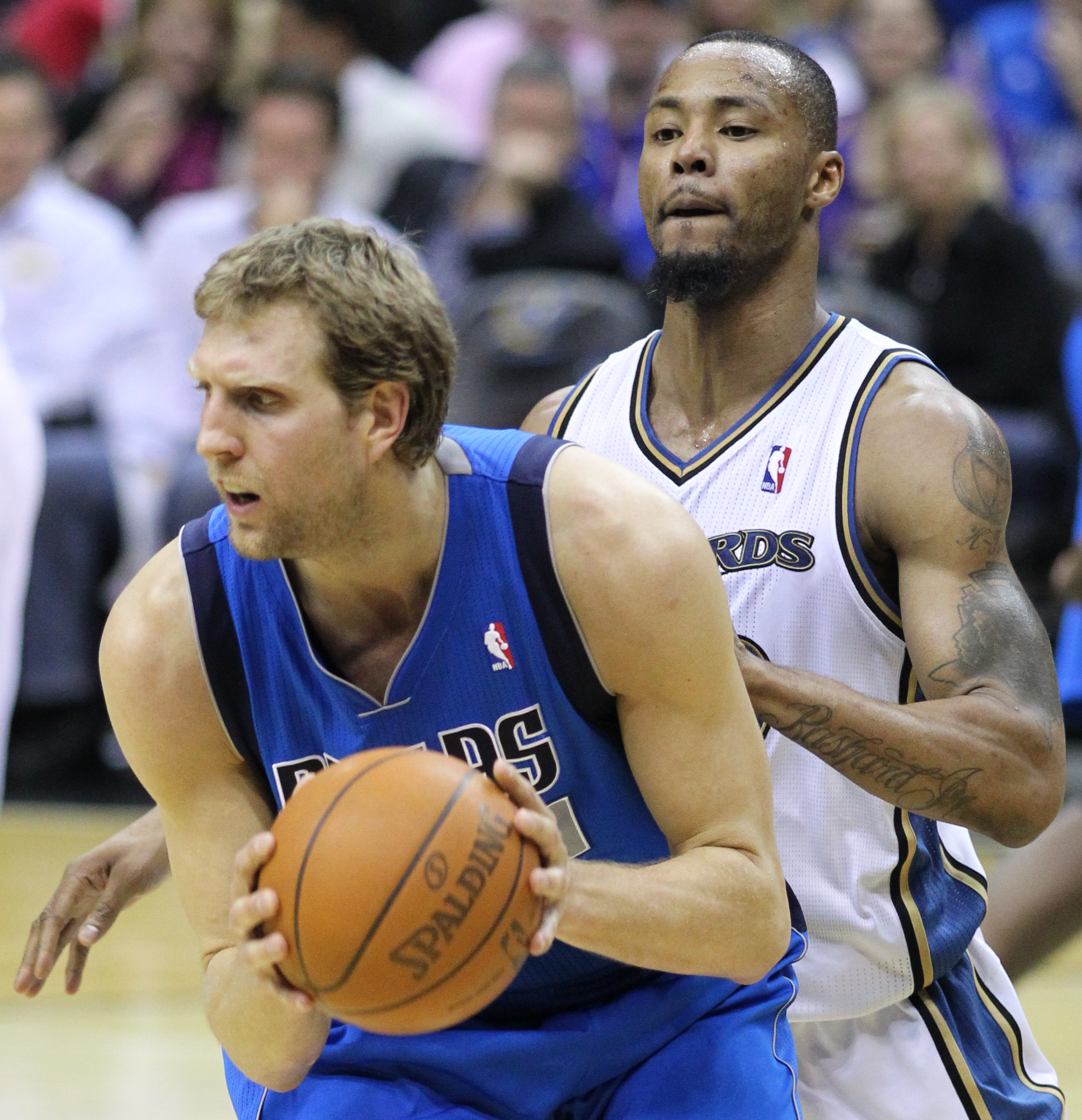
Nowitzki protegge palla da Rashard Lewis nel 2011

L'anno dopo invece il primo turno dei playoff contro gli Spurs è fatale a Dallas (seconda testa di serie a Ovest). Nei playoff 2010-2011 le fatiche del tedesco vengono finalmente ricompensate, i Mavericks infatti eliminano al primo turno i Portland Trail Blazers per 4 a 2, in semifinale di conference sconfiggono a sorpresa i campioni in carica, i Los Angeles Lakers, per 4 a 0 e mandano fuori gli Oklahoma City Thunder nella finale dell'ovest per 4 a 1 arrivando alle finali dove li attendono i Miami Heat guidati da LeBron James e Dwyane Wade, in una replica delle Finals del 2006. Il 12 giugno 2011 vince il campionato NBA, battendo per 4 a 2 i Miami Heat di LeBron James e laureandosi MVP delle finals, in una serie che lo ha visto incontrare varie difficoltà come un infortunio al tendine della mano sinistra in gara 1 ed un'influenza con febbre a 38,5 in gara 4. Diviene dunque il primo tedesco, e quindi il primo europeo, ad ottenere sia l'MVP della regular season, sia quello delle Finals.
Il 7 marzo 2017, nella partita contro i Los Angeles Lakers, diventò il sesto giocatore nella storia della Lega a raggiungere i 30 000 punti.
Prendendo parte alla stagione 2018-19, diventa inoltre l'unico giocatore nella storia della NBA ad aver militato per una singola franchigia per 21 stagioni. Il 19 marzo 2019 supera nella classifica NBA dei punti segnati Wilt Chamberlain, assestandosi al 6º posto assoluto, miglior europeo di sempre in tale classifica.
L'11 aprile 2019 ha disputato la sua ultima partita in NBA contro i San Antonio Spurs, ritirandosi dalla pallacanestro.

### Nazionale
Parte stabile della Germania, ha vinto l'argento all'EuroBasket 2005. In occasione delle Olimpiadi di Pechino 2008 è stato scelto come portabandiera della Germania. In nazionale indossa la maglia n° 14 in onore di Charles Barkley, dopo averlo ammirato alle Olimpiadi di Barcellona '92, dove Barkley portava quel numero con il Dream Team. Quando arrivò ai Mavericks il 14 era già assegnato al compagno Robert Pack, quindi invertì le cifre e prese il 41, che lo accompagna da allora ed è anche commemorativo dell'Alba Berlino. Il 10 settembre 2015, dopo l'eliminazione della Germania da EuroBasket 2015, si ritira dalla nazionale.

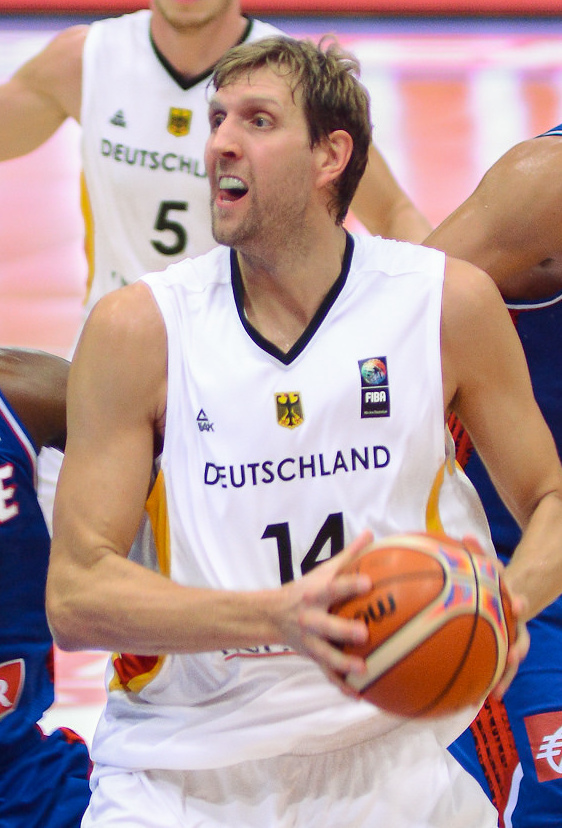
Nowitzki con la nel 2015

### Dopo il ritiro
Nel 2019 è diventato ambasciatore della FIBA e testimonial del Campionato mondiale disputatosi in Cina.

## Vita privata
È sposato con la svedese Jessica Olsson, sorella dei calciatori Marcus e Martin.

## Statistiche
| † | Denota le stagioni in cui ha vinto il titolo |
| * | Primo nella lega                             |

### Stagione regolare
| Anno     | Squadra          | PG   | PT   | MP   | TC%  | 3P%  | TL%  | RP  | AP  | PRP | SP  | PP   |
| -------- | ---------------- | ---- | ---- | ---- | ---- | ---- | ---- | --- | --- | --- | --- | ---- |
| 1998-99  | Dallas Mavericks | 47   | 24   | 20,4 | 40,5 | 20,6 | 77,3 | 3,4 | 1,0 | 0,6 | 0,6 | 8,2  |
| 1999-00  | Dallas Mavericks | 82   | 81   | 35,8 | 46,1 | 37,9 | 83,0 | 6,5 | 2,5 | 0,8 | 0,8 | 17,5 |
| 2000-01  | Dallas Mavericks | 82   | 82   | 38,1 | 47,4 | 38,7 | 83,8 | 9,2 | 2,1 | 1,0 | 1,2 | 21,8 |
| 2001-02  | Dallas Mavericks | 76   | 76   | 38,0 | 47,7 | 39,7 | 85,3 | 9,9 | 2,4 | 1,1 | 1,0 | 23,4 |
| 2002-03  | Dallas Mavericks | 80   | 80   | 39,0 | 46,3 | 37,9 | 88,1 | 9,9 | 3,0 | 1,4 | 1,0 | 25,1 |
| 2003-04  | Dallas Mavericks | 77   | 77   | 37,9 | 46,2 | 34,1 | 87,7 | 8,7 | 2,7 | 1,2 | 1,4 | 21,8 |
| 2004-05  | Dallas Mavericks | 78   | 78   | 38,7 | 45,9 | 39,9 | 86,9 | 9,7 | 3,1 | 1,2 | 1,5 | 26,1 |
| 2005-06  | Dallas Mavericks | 81   | 81   | 38,1 | 48,0 | 40,6 | 90,1 | 9,0 | 2,8 | 0,7 | 1,0 | 26,6 |
| 2006-07  | Dallas Mavericks | 78   | 78   | 36,2 | 50,2 | 41,6 | 90,4 | 8,9 | 3,4 | 0,7 | 0,8 | 24,6 |
| 2007-08  | Dallas Mavericks | 77   | 77   | 36,0 | 47,9 | 35,9 | 87,9 | 8,6 | 3,5 | 0,7 | 0,9 | 23,6 |
| 2008-09  | Dallas Mavericks | 81   | 81   | 37,7 | 47,9 | 35,9 | 89,0 | 8,4 | 2,4 | 0,8 | 0,8 | 25,9 |
| 2009-10  | Dallas Mavericks | 81   | 80   | 37,5 | 48,1 | 42,1 | 91,5 | 7,7 | 2,7 | 0,9 | 1,0 | 25,0 |
| 2010-11† | Dallas Mavericks | 73   | 73   | 34,3 | 51,7 | 39,3 | 89,2 | 7,0 | 2,6 | 0,5 | 0,6 | 23,0 |
| 2011-12  | Dallas Mavericks | 62   | 62   | 33,5 | 45,7 | 36,8 | 89,6 | 6,7 | 2,2 | 0,6 | 0,4 | 21,6 |
| 2012-13  | Dallas Mavericks | 53   | 47   | 31,3 | 47,1 | 41,4 | 86,0 | 6,8 | 2,5 | 0,7 | 0,7 | 17,3 |
| 2013-14  | Dallas Mavericks | 80   | 80   | 32,9 | 49,7 | 39,8 | 89,9 | 6,2 | 2,7 | 0,9 | 0,4 | 21,7 |
| 2014-15  | Dallas Mavericks | 77   | 77   | 29,6 | 45,9 | 38,0 | 88,2 | 5,9 | 1,9 | 0,5 | 0,7 | 17,3 |
| 2015-16  | Dallas Mavericks | 75   | 75   | 31,5 | 44,8 | 36,8 | 89,3 | 6,5 | 1,8 | 0,7 | 0,7 | 18,3 |
| 2016-17  | Dallas Mavericks | 54   | 54   | 26,4 | 43,7 | 37,8 | 87,5 | 6,5 | 1,5 | 0,6 | 0,7 | 14,2 |
| 2017-18  | Dallas Mavericks | 77   | 77   | 24,7 | 45,6 | 40,9 | 89,8 | 5,7 | 1,6 | 0,6 | 0,6 | 12,0 |
| 2018-19  | Dallas Mavericks | 51   | 20   | 15,6 | 35,9 | 31,2 | 78,0 | 3,1 | 0,7 | 0,2 | 0,4 | 7,3  |
| Carriera | Carriera         | 1522 | 1440 | 33,8 | 47,1 | 38,0 | 87,9 | 7,5 | 2,4 | 0,8 | 0,8 | 20,7 |
| All-Star | All-Star         | 14   | 2    | 16,2 | 45,0 | 29,0 | 87,5 | 3,7 | 1,1 | 0,7 | 0,4 | 8,7  |

### Playoff
| Anno     | Squadra          | PG  | PT  | MP   | TC%  | 3P%   | TL%  | RP   | AP  | PRP | SP  | PP    |
| -------- | ---------------- | --- | --- | ---- | ---- | ----- | ---- | ---- | --- | --- | --- | ----- |
| 2001     | Dallas Mavericks | 10  | 10  | 39,9 | 42,3 | 28,3  | 88,3 | 8,1  | 1,4 | 1,1 | 0,8 | 23,4  |
| 2002     | Dallas Mavericks | 8   | 8   | 44,6 | 44,5 | 57,1* | 87,8 | 13,1 | 2,3 | 2,0 | 0,8 | 28,4  |
| 2003     | Dallas Mavericks | 17  | 17  | 42,5 | 47,9 | 44,3  | 91,2 | 11,5 | 2,2 | 1,2 | 0,9 | 25,3  |
| 2004     | Dallas Mavericks | 5   | 5   | 42,4 | 45,0 | 46,7  | 85,7 | 11,8 | 1,4 | 1,4 | 2,6 | 26,6* |
| 2005     | Dallas Mavericks | 13  | 13  | 42,4 | 40,2 | 33,3  | 82,9 | 10,1 | 3,3 | 1,4 | 1,6 | 23,7  |
| 2006     | Dallas Mavericks | 23* | 23  | 42,7 | 46,8 | 34,3  | 89,5 | 11,7 | 2,9 | 1,1 | 0,6 | 27,0  |
| 2007     | Dallas Mavericks | 6   | 6   | 39,8 | 38,3 | 21,1  | 84,0 | 11,3 | 2,3 | 1,8 | 1,3 | 19,7  |
| 2008     | Dallas Mavericks | 5   | 5   | 42,2 | 47,3 | 33,3  | 80,8 | 12,0 | 4,0 | 0,2 | 1,4 | 26,8  |
| 2009     | Dallas Mavericks | 10  | 10  | 39,4 | 51,8 | 28,6  | 92,5 | 10,1 | 3,1 | 0,9 | 0,8 | 26,8  |
| 2010     | Dallas Mavericks | 6   | 6   | 38,8 | 54,7 | 57,1  | 95,2 | 8,2  | 3,0 | 0,8 | 0,7 | 26,7  |
| 2011†    | Dallas Mavericks | 21* | 21  | 39,3 | 48,5 | 46,0  | 94,1 | 8,1  | 2,5 | 0,6 | 0,6 | 27,7  |
| 2012     | Dallas Mavericks | 4   | 4   | 38,5 | 44,2 | 16,7  | 90,5 | 6,3  | 1,8 | 0,8 | 0,0 | 26,8  |
| 2014     | Dallas Mavericks | 7   | 7   | 37,6 | 42,9 | 8,3   | 80,6 | 8,0  | 1,6 | 0,9 | 0,9 | 19,1  |
| 2015     | Dallas Mavericks | 5   | 5   | 36,2 | 45,2 | 23,5  | 92,9 | 10,4 | 2,4 | 0,4 | 0,4 | 21,2  |
| 2016     | Dallas Mavericks | 5   | 5   | 34,0 | 49,4 | 36,4  | 94,1 | 4,8  | 1,6 | 0,4 | 0,6 | 20,4  |
| Carriera | Carriera         | 145 | 145 | 40,7 | 46,2 | 36,5  | 89,2 | 10,0 | 2,5 | 1,0 | 0,9 | 25,3  |

### Massimi in carriera
- Massimo di punti: 53 vs Houston Rockets (2 dicembre 2004)[16]
- Massimo di rimbalzi: 23 vs Boston Celtics (21 febbraio 2002)
- Massimo di assist: 12 vs Milwaukee Bucks (6 febbraio 2008)
- Massimo di palle rubate: 9 vs Houston Rockets (7 marzo 2004)
- Massimo di stoppate: 7 vs Denver Nuggets (6 gennaio 2006)
- Massimo di minuti giocati: 58 vs Sacramento Kings (10 maggio 2003)

## Palmarès

### Club
- Campionato NBA: 1

Dallas Mavericks: 2011

### Individuale
- Euroscar Award: 6

2002, 2003, 2004, 2005, 2006, 2011
- MVP del Campionato mondiale: 1

2002
- MVP del Campionato europeo: 1

2005
- FIBA World Cup All-Tournament Teams: 1

2002
- Mr. Europa: 1

2005
- European Player of the Year: 2

2005, 2011
- MVP della NBA: 1

2007
- MVP delle NBA Finals: 1

2011
- Squadre All-NBA: 12

First Team : 2005, 2006, 2007, 2009
Second Team : 2002, 2003, 2008, 2010, 2011
Third Team : 2001, 2004, 2012
- Inserito nella Naismith Memorial Basketball Hall of Fame nel 2023
- Inserito nell'NBA 75th Anniversary Team

## Record
- Giocatore con più presenze nella storia dei Dallas Mavericks (record stabilito il 28 gennaio 2010);
- Giocatore con più tiri liberi tentati e segnati in una partita di playoff (24 su 24 contro gli Oklahoma City Thunder in gara-1 della finale di Conference 2010-2011);
- Miglior marcatore straniero della storia della NBA (record stabilito il 12 novembre 2014 contro i Sacramento Kings);[17]
- Giocatore che ha partecipato a più stagioni con la stessa franchigia (21 stagioni, dalla stagione 1998/1999, sempre con i Dallas Mavericks).
- Sesto miglior marcatore di sempre sommando ABA e NBA
- Sesto miglior marcatore di sempre NBA
- Ventisettesimo miglior rimbalzista di sempre NBA (28° sommando NBA e ABA)